# Goemon: Mononoke Sugoroku
Goemon: Mononoke Sugoroku (ゴエモンもののけ双六?) es un videojuego de tipo juego de mesa para Nintendo 64 publicado el 25 de diciembre de 1999.
El juego se basa en la serie Ganbare Goemon y a pesar de la relativa popularidad de la saga en Occidente, fue lanzado solo en Japón.